# André Silva (ur. 1980)
André Ferreira da Silva (ur. 9 kwietnia 1980) – brazylijski piłkarz występujący na pozycji pomocnika.

## Kariera piłkarska
Od 2004 do 2012 roku występował w União Barbarense, Ponte Preta, Ankaragücü, Gama, Montedio Yamagata, CRB, Atlético Sorocaba, Guarani i América.
| Rozgrywki | Kraj     | Mecze | Bramki |
| --------- | -------- | ----- | ------ |
| Série A   | Brazylia | 28    | 1      |
| Süper Lig | Turcja   | 45    | 0      |